# Kabouterpers
Kabouterpers is een Vlaams-Nederlandse uitgeverij opgericht in Brugge en gevestigd in Amsterdam.  De uitgeverij werd door Olivier Van Gierdeghom opgestart in 2012 met als doel ecologische ansichtkaarten, wenskaarten en boeken te maken. De uitgeverij heeft meerdere collecties postkaarten, briefpapier en geschenkpapier uitgebracht en via winkels in Nederland en België verkocht. Sinds 2023 drukken ze boeken op gerecycled papier. De nadruk ligt op legenden, sprookjes en fantasyverhalen. De verdeling ervan gebeurd via Centraal Boekhuis. In 2024 begon men klassieke werken te vertalen in een tweetalige uitgave Engels-Nederlands.
Sinds 2025 hebben ze een Engelstalig boekenreeks Magic Book omtrent hekserij, magische wezens, toverkunsten en occulte zaken.

## Auteurs
- Olivier Van Gierdeghom[2]
- Jonathan Jetten[3]
- Marcel Van De Velde
- Titia Vandevelde
- Lize Desmaricaux[4]

## Uitgaven
1. Happy Potter kookboek, 2023
2. Happy Potter cookbook, 2023
3. The haunted house of Bruges, 2024
4. De zeven harten van papa, 2024
5. Legenden van Brugge, 2024
6. Nachtvrienden, 2024
7. Midnight critters, 2024
8. A Christmas carol, 2024
9. The Book of Werewolves, 2025
10. The wizard and witches’ dream book, 2025
11. Fabulous beasts (and where to hide them), 2025
12. De grote heks en andere verhalen, 2025
13. Toverdieren (en waar ze te verbergen), 2025
14. Bloeiende Poesjes / Miljoenen katten, 2025
15. De Heks van Brugge, 2025
16. Happy Potter livres des recettes, 2025
17. The Standard Book of Spells, 2025

## Reeksen
- Magic Book
- De Heks van Brugge